# Toen het weer ochtend werd
Toen het weer ochtend werd is een hoorspel van Dick Walda. De VARA zond het uit op woensdag 13 november 1974 (met een herhaling op woensdag 2 juli 1975). De regisseur was Ad Löbler. De uitzending duurde 53 minuten.

## Rolbezetting
- Fé Sciarone (Maria Moes)
- Paul van der Lek (haar man, Bertus)
- Huib Orizand & Eva Janssen (de vader en de moeder van Maria)
- Willy Ruys (Johnny)
- Frans Somers (de dokter)
- Wiesje Bouwmeester (de verpleegster)
- Donald de Marcas (Gijs)
- Gerrie Mantel (Eva)
- Jan Verkoren (een ober)

## Inhoud
Het is ochtend. Bertus is opgestaan en maakt zich klaar om naar de fabriek te gaan. Hij is 28 jaar en getrouwd met Maria. Hij werkt als lasser bij een groot bedrijf in Amsterdam. Maria is typiste bij een uitzendbureau. Ze hebben geen kinderen, wel een hond. Het is kwart over zeven. Bertus is in de keuken bezig met het ontbijt.. Maria ligt nog in bed. Er staat een transistorradio aan, met muziek voor de vroege ochtend: het orkest van Mantovani. Zo ontvouwt zich dit hoorspel, de geschiedenis van Maria en Bertus. Als ze, na een weekend aan het strand, in hun auto terugrijden naar huis, is er een tegenligger die niet op tijd invoegt. Een frontale botsing is het gevolg: Maria en Bertus komen in het ziekenhuis terecht. Naast lichamelijk letsel heeft Maria een ernstige shock; Bertus heeft het niet gehaald. Maria zal alleen verder moeten leven…